# Gumós rétgomba
A gumós rétgomba (Agrocybe arvalis) a harmatgombafélék családjába tartozó, Európában és Észak-Amerikában honos, réteken, füves területeken élő, nem ehető gombafaj.

## Megjelenése
A gumós rétgomba kalapja 1-3 (4) cm széles, fiatalon félgömb alakú, majd gyorsan kiterül, közepe kissé púpos. Széle vékony, hullámos, esetleg kissé csipkés; idősen felhajlik. Színe nedvesen sárgásbarna, okkerbarna, szárazon kifakul. Belső sötétebb okkersárga közepét a  világosabb szélétől éles határ választja el. Felülete zsírosan fénylő, púpja körül sugarasan ráncos.
Húsa vékony, színe halványbarna; a tönkben sötétebb. Szaga gyenge, liszt- vagy gombaszerű, íze nem jellegzetes. 
Sűrű lemezei tönkhöz nőttek (esetleg foggal), sok a féllemez. Színük fiatalon szürkésbarna, később sárgásbarna, idősen rozsdabarna, élük fehéres.
Tönkje 3-6 cm magas és 0,15-0,3 cm vastag. Alakja karcsú, hengeres, gyakran görbült. Felszíne végig finoman lisztes, deres. Tövéhez fehéres, gyökérszerű micéliumzsinór kapcsolódik, ami barnásfekete, borsó nagyságú gumóban (szklerócium) végződik. Színe a kalaphoz hasonló, de világosabb okkersárga, halvány, márványos mintázattal.
Spórapora sötétbarna. Spórája ellipszis vagy majdnem mandula alakú, sima, vastag falú, mérete 8-10 x 5-6 μm. 

### Hasonló fajok
Gumója jellegzetes; az üregestönkű rétgomba, esetleg a piszkosbarna tőkegomba hasonlít hozzá.

## Elterjedése és termőhelye
Európában és Észak-Amerikában honos. Magyarországon ritka.
Humuszban gazdag füves területeken, erdőszéleken, erdei utak mentén, tisztásokon, réteken, parkokban, kertekben él néha faforgácson is megtalálható. Kora nyártól késő őszig terem. 
Nem ehető. 